# Keru (Lombok)
Keru is een bestuurslaag in het regentschap West-Lombok van de provincie West-Nusa Tenggara, Indonesië. Keru telt 4827 inwoners (volkstelling 2010).